# Daniel Balditarra
Daniel Osvaldo Balditarra (Trenque Lauquen, 6 novembre 1957) è un presbitero e scrittore argentino.

## Biografia
Noto per il suo lavoro di docente e pastorale nell'Argentina della dittatura militare. Il suo lavoro fu completato più tardi con la sua opera letteraria.
Ha studiato Pedagogia, Scienze dell'educazione e Lettere. In seguito ha maturato la sua vocazione ed è stato ordinato sacerdote nel 1985. Sostenitore e difensore della teologia latino-americana, si è distinto per la sua sensibilità verso i problemi umani e le ingiustizie. È stato docente di etica e antropologia filosofica nel seminario "Gesù Buon Pastore" di Río Cuarto (Córdoba), che abbandonò più tardi quando, nel 1988, si trasferì a Milano dove ha stabilito la propria residenza. Nel 1995 si è laureato in filosofia con una tesi sullo scrittore spagnolo Miguel de Unamuno,
La sua opera letteraria è fortemente influenzata dall'esistenzialismo francese, in particolare da Gabriel Marcel e dalla filosofia di Merleau Ponty. Nel 1998 pubblica il suo primo romanzo, La vita spezzata: un racconto autobiografico  proiettato sulla vita di un emigrante che fa fortuna in Sud America sullo sfondo del peronismo e della dittatura di Jorge Rafael Videla.
Da allora, ha realizzato diverse pubblicazioni in lingua italiana ad eccezione dell'ultima: El pasajero del Sur che è stata tradotta in spagnolo e pubblicata in Argentina, e nella quale affronta una riflessione sull'eutanasia, sulla vita e sulla morte, manifestando una profonda fede nei popoli latino-americani come speranza nel futuro dell'umanità. È Assistente pastorale nell'Università Cattolica del Sacro Cuore di Milano, dove ricopre dal 2002 anche il ruolo di Assistente Spirituale per lo storico Collegio Augustinianum.

## Opere
- La Fortuna di Miguel De Unamuno in Argentina (1998)
- La vita spezzata (1998)
- La via della croce (1999)[7][8]
- I fantasmi della Pampa (2000)[9]
- Lettera a Mafalda (2004]
- Racconti per il popolo (2004)
- El pasajero del Sur (2006)[10]

Molti dei suoi articoli sono pubblicati sul Piccolo (bimensile di cultura edito dall'Associazione Cardinal Ferrari della Compagnia di San Paolo di cui lo scrittore è stato responsabile editoriale dal 2004 al 2009. Collaboratore del Ragguaglio Librario dal 1988 al 1990. Prima copertina del libro I Fantasmi della Pampa, con il dipinto di Pieter Bruegel Il trionfo della morte.